# Akaa
Akaa es una ciudad finlandesa situada en la región de Pirkanmaa. Tiene una población estimada, en noviembre de 2023, de 16 416 habitantes.
Se fundó en 2007, cuando la ciudad finlandesa de Toijala y el municipio de Viiala se fusionaron en una sola ciudad.